# Engle og Dæmoner (film)
 For alternative betydninger, se Engle og Dæmoner (flertydig). (Se også artikler, som begynder med Engle og Dæmoner)
Engle og Dæmoner (Angels and Demons) er en filmatisering af Dan Browns roman Engle og Dæmoner (2000), der havde premiere i Danmark den 13. maj 2009. I filmen medvirker Tom Hanks som Robert Langdon, en rolle han også spillede i Da Vinci Mysteriet, den første filmatisering af en Brown-roman. Da Vinci Mysteriet-filminstruktøren Ron Howard og manuskriptforfatteren Akiva Goldsman er også med på denne produktion og optagelserne fandt sted i Rom og Sony Pictures Studios i Los Angeles.

## Medvirkende
| Navn                 | Rolle              |
| -------------------- | ------------------ |
| Tom Hanks            | Robert Langdon     |
| Ayelet Zurer         | Vittoria Vetra     |
| Ewan McGregor        | Carlo Ventresca    |
| Pierfrancesco Favino | Kommandør Olivetti |
| Stellan Skarsgård    | Richter            |
| Thure Lindhardt      | Løjtnant Chartrand |
| Nikolaj Lie Kaas     | Mr. Gray           |

## Produktion
I 2003, tilegnede Sony sig filmrettighederne til Engle og Dæmoner sammen med Da Vinci Mysteriet via en aftale med forfatteren Dan Brown. I maj 2006, fulgte filmudgivelsen af Da Vinci Mysteriet, Sony hyrede manuskriptforfatteren Akiva Goldsman, der skrev filmatiseringen af Da Vinci Mysteriet, til at bearbejde Engle og Dæmoner. Filmningen skulle originalt være blevet startet i februar 2008 så den kunne være blevet udgivet i december 2008, men på grund af Writers Guild of America-strejken i 2007 og 2008, blev produktionen skubbet tilbage til den 15. maj 2009.
Optagelserne begyndte den 5. juni, 2008 i Rom. Filmmagerne afsatte tre ugers udendørsoptagelsers filmning på grund af Screen Actors Guild-strejken i 2008 den 30. juni. Resten af filmen bliver skudt i Sony Pictures Studios i Los Angeles, i Californien.

## Danske skuespillere
Den danske skuespiller Thure Lindhardt har rollen som den unge Løjtnant Chartrand i Schweizergarden, hvor hans overordnede spilles af svenskeren Stellan Skarsgaard i filmen. Lindhardt fik faktisk i 2005 den meget store rolle som albinomunken Silas i Da Vinci Mysteriet, men han blev pludselig fyret, fordi Ron Howard mente, at han så for ung ud til rollen. Howard gav rollen til den britiske skuespiller Paul Bettany, men valgte at bruge Lindhardt i den nye film i stedet.
Oprindelig skulle Nikolaj Lie Kaas' figur have været tysker, men da Nikolaj blev castet, blev rollen lavet om til at være dansker. Derfor bander Nikolaj lidt på dansk, når hans figur, Mr. Gray, bliver sur. Hans rolle er væsentlig større end Thures, da det er ham, Robert Langdon er på sporet af.